# Daniel Sanders (motociclista)
Daniel Sanders   (Three Bridges, 30 d'agost de 1994) és un pilot d'enduro i  raids australià que va guanyar el Ral·li Dakar el 2025 amb KTM.

## Carrera esportiva
Conegut com a Chucky (col·loquialment: 'irlandès'), Sanders va començar a competir a 13 anys tot participant en curses locals d'enduro i motocròs i més tard en diversos campionats locals d'Austràlia, als quals quedava sovint entre els tres primers classificats abans de pujar a la categoria Sènior, tot i que mai no va poder ocupar el primer lloc.
El 2014 va guanyar el campionat d'Austràlia d'enduro en categoria U19 (Under 19 'menors de 19') i va acabar sisè al Campionat d'Austràlia d'Offroad (fora d'asfalt). El 2015 va acabar quart al Campionat d'Austràlia i segon al d'Enduro 3 per darrere de Toby Price. El mateix any, als Sis Dies Internacionals d'Enduro (ISDE), va guanyar el Junior World Trophy com a membre de la selecció australiana i la categoria Júnior individual, a més de quedar quart absolut a la prova.
El 2015 i el 2019, Sanders va ser el guanyador de la classe E3 als ISDE i el 2018 en va ser el guanyador absolut. El 2017 va acabar sisè a la classe Enduro 2 del Campionat del Món d'enduro i el 2018 va guanyar el principal ral·li raid d'Austràlia, la Hattah Desert Race. El 2019 es va proclamar campió d'Austràlia d'enduro. El 2020 va acabar onzè al Ral·li d'Andalusia i el 2021, tercer a l'Abu Dhabi Desert Challenge i quart al Ral·li del Marroc i al Silk Way Rally.

### Al Ral·li Dakar
Sanders va debutar al Ral·li Dakar el 2021, en què va acabar quart de la general com a pilot privat de KTM i va ser nomenat Rookie of the Year (debutant de l'any). El 2022 va entrar a l'equip de fàbrica de Gas Gas i va guanyar tres de les sis etapes de la categoria de motos del Dakar. Anava tercer de la general fins que es va veure implicat en un accident poc abans del començament de l'especial de la setena etapa i es va haver de retirar. A l'edició del 2023 va guanyar la tercera etapa i va liderar la classificació general fins a la quarta etapa. Va acabar la prova en setena posició, 25 minuts per darrere del primer, després de patir una intoxicació alimentària. A l'edició del 2024, Sanders, lesionat, només va poder aconseguir un podi a l'etapa pròleg i va acabar vuitè a la general, gairebé una hora i quart per darrere del guanyador Ricky Brabec.
De cara a l'edició del 2025, Sanders entrà a l'equip de fàbrica de KTM, on tingué de companys els germans Luciano i Kevin Benavides i Edgar Canet. Amb la KTM 450 Rally, Sanders va dominar la prova des de l'etapa de pròleg inicial. Va aconseguir victòries a les etapes 1, 2, 4 i 7 i es va mantenir líder de la general durant tot el ral·li. Va guanyar la prova amb un avantatge de poc menys de 9 minuts sobre Tosha Schareina i 15 minuts sobre Adrien van Beveren, tot dos, pilots d'Honda.

## Resultats al Ral·li Dakar
| Any  | Classe | Vehicle          | Posició | Victòries d'etapa |
| ---- | ------ | ---------------- | ------- | ----------------- |
| 2021 | Motos  | KTM 450 Rally    | 4t      | 0                 |
| 2022 | Motos  | GasGas 450 Rally | Ret     | 3                 |
| 2023 | Motos  | GasGas 450 Rally | 7è      | 1                 |
| 2024 | Motos  | GasGas 450 Rally | 8è      | 0                 |
| 2025 | Motos  | KTM 450 Rally    | 1r      | 5                 |